# Керрі Маккой
Керрі Маккой (англ. Kerry McCoy; нар. 2 серпня 1974, місто Ріверхед, штат Нью-Йорк) — американський борець вільного стилю, срібний призер чемпіонату світу, дворазовий переможець Панамериканських чемпіонатів, чемпіон Панамериканських ігор, чотириразовий володар та бронзовий призер Кубків світу, учасник двох Олімпійських ігор.

## Життєпис
Боротьбою почав займатися з 1987 року. У 1999 році здобув срібну нагороду на чемпіонаті світу серед кадетів, а у 1992 став чемпіоном світу серед юніорів.
Виступав за Атлетичний клуб, Нью-Йорк. Тренери — Хачиро Ойші, Грег Стробел, Кевін Джексон.

## Спортивні результати на міжнародних змаганнях

### Виступи на Олімпіадах
| Змагання                    | Збірна | Вагова категорія           | Місце |
| --------------------------- | ------ | -------------------------- | ----- |
| Літні Олімпійські ігри 2000 | США    | вільна боротьба, до 130 кг | 5     |
| Літні Олімпійські ігри 2004 | США    | вільна боротьба, до 120 кг | 7     |

### Виступи на Чемпіонатах світу
| Змагання                        | Збірна | Вагова категорія           | Місце  |
| ------------------------------- | ------ | -------------------------- | ------ |
| Чемпіонат світу з боротьби 1998 | США    | вільна боротьба, до 130 кг | 4      |
| Чемпіонат світу з боротьби 2001 | США    | вільна боротьба, до 130 кг | 4      |
| Чемпіонат світу з боротьби 2003 | США    | вільна боротьба, до 120 кг | Срібло |

### Виступи на Панамериканських чемпіонатах
| Змагання                                   | Збірна | Вагова категорія           | Місце  |
| ------------------------------------------ | ------ | -------------------------- | ------ |
| Панамериканський чемпіонат з боротьби 1993 | США    | вільна боротьба, до 100 кг | Золото |
| Панамериканський чемпіонат з боротьби 2000 | США    | вільна боротьба, до 130 кг | Золото |

### Виступи на Панамериканських іграх
| Змагання                  | Збірна | Вагова категорія           | Місце  |
| ------------------------- | ------ | -------------------------- | ------ |
| Панамериканські ігри 2003 | США    | вільна боротьба, до 120 кг | Золото |

### Виступи на Кубках світу
| Змагання                    | Збірна | Вагова категорія           | Місце  |
| --------------------------- | ------ | -------------------------- | ------ |
| Кубок світу з боротьби 1999 | США    | вільна боротьба, до 130 кг | Золото |
| Кубок світу з боротьби 2000 | США    | вільна боротьба, до 130 кг | Золото |
| Кубок світу з боротьби 2001 | США    | вільна боротьба, до 130 кг | Золото |
| Кубок світу з боротьби 2002 | США    | вільна боротьба, до 120 кг | Золото |
| Кубок світу з боротьби 2003 | США    | вільна боротьба, до 120 кг | Бронза |

### Виступи на інших змаганнях
| Змагання              | Збірна | Вагова категорія           | Місце  |
| --------------------- | ------ | -------------------------- | ------ |
| Ігри доброї волі 1998 | США    | вільна боротьба, до 130 кг | Срібло |
| Manitoba Open 2004    | США    | вільна боротьба, до 120 кг | Золото |

### Виступи на змаганнях молодших вікових груп
| Змагання                                      | Збірна | Вагова категорія          | Місце  |
| --------------------------------------------- | ------ | ------------------------- | ------ |
| Чемпіонат світу з боротьби серед юніорів 1992 | США    | вільна боротьба, до 88 кг | Золото |
| Чемпіонат світу з боротьби серед кадетів 1990 | США    | вільна боротьба, до 83 кг | Срібло |